# Мухаринская, Лидия Сауловна
Лидия Сауловна Мухаринская (27.03.1906, Тифлис, Грузия — 24.05.1987, Минск, Беларусь) — этномузыколог, историк музыки, педагог, публицист. Заслуженный деятель искусств Белорусской ССР (1974).  Кандидат искусствоведения (1968). Доцент (1969). Член Союза композиторов БССР. 
Автор ряда работ, включая монографии.

## Биография
Родилась 14 марта (27 марта по новому стилю) 1906 года в Тифлисе.
Рано потеряла отца и затем мать. Жила у своих родственников в Москве. В 1937 году, когда Лидия уже училась в консерватории, были арестованы и получили по десять лет лагерей обе её тёти.
Училась в Музыкальном техникуме имени А.К.Глазунова. В 1932 году поступила на историко-теоретический факультет Московской государственной консерватории (класс А.А.Хохловкиной). В 1939 с отличием окончила Московскую государственную консерваторию. Была направлена на работу в Белорусскую государственную консерваторию имени А.В.Луначарского. 22 июня 1941 года приехала в Москву в командировку, чтобы сделать доклад на кафедре Л.А.Мазеля о Сонате ор. 106 Бетховена. 
Вернуться в Минск она уже не смогла. 3 июля 1941 года поступила на курсы медсестер. По ее окончании в сентябре 1941 года была направлена в медсанбат 324-й стрелковой дивизии, в составе которой дошла до Кёнигсберга. Закончила войну на Дальнем Востоке. 
В 1945—1946 годах работала преподавателем музыкальной школы Ленинградского района Москвы, в 1947 году работала в Горьковской консерватории (ныне Нижегородская государственная консерватория имени М. И. Глинки), в 1947—1948 годах снова преподавала в Москве в Музыкальном училище при Московской консерватории. В Белоруссию вернулась в 1948 году и до конца жизни занималась преподавательской, научной и публицистической деятельности в Белорусской государственной консерватории и Союзе композиторов Белорусской ССР. 
В 1968 году в Московской консерватории защитила кандидатскую диссертацию на тему «Современная белорусская народная песня (Белорусское народное песнетворчество советской эпохи): Историческое развитие. Интонационный склад». С 1969 года — доцент Белорусской консерватории.
Много лет поддерживала связь с Дмитрием Шостаковичем, с юности и до последних лет дружила с пианисткой Марией Гринберг.
Была награждена орденом Отечественной войны ІІ степени и медалями.
Умерла 24 мая 1987 года в Минске.
В РГАЛИ имеются документы, относящиеся к Л. С. Мухаринской.